# Tamborina malteea
Tamborina malteea är en insektsart som först beskrevs av Otte, D. och R.D. Alexander 1983.  Tamborina malteea ingår i släktet Tamborina och familjen syrsor. Inga underarter finns listade i Catalogue of Life.